# Aéroport de Kugaaruk
L'aéroport de Kugaaruk (code IATA : YBB • code OACI : CYBB) est situé à Kugaaruk anciennement connu sous le nom de Pelly Bay dans le territoire du Nunavut au Canada. Il est géré par le gouvernement du Nunavut.

## Compagnies aériennes et destinations
| Compagnies     | Destinations                                     |
| -------------- | ------------------------------------------------ |
| Canadian North | Cambridge Bay, Gjoa Haven, Taloyoak, Yellowknife |

## Annexe